# Lepidosaphes zelkovae
Lepidosaphes zelkovae är en insektsart som beskrevs av Sadao Takagi och Kawai 1966. Lepidosaphes zelkovae ingår i släktet Lepidosaphes och familjen pansarsköldlöss. Inga underarter finns listade i Catalogue of Life.